# Bruno Bini
Bruno Bini (Orléans, 1º ottobre 1954) è un allenatore di calcio ed ex calciatore francese, di ruolo centrocampista.
Tra il 2007 e il 2013 è stato il commissario tecnico della nazionale femminile francese.

## Palmarès

### Allenatore

#### Nazionale
- Campionato d'Europa under 19: 1

2003